# Edmond Simeoni
Edmond Simeoni (Corte, Alta Còrsega, 6 d'agost de 1934, Ajaccio 14 de desembre de 2018) fou un metge i polític nacionalista cors.
És considerat com un dels pares del nacionalisme cors amb el seu germà Max Simeoni. Milita en l'autonomisme cors, més que no pas en l'independentisme, que no considera viable econòmicament a causa de la poca població de l'illa. També ha condemnat l'ús de la violència política. Amb el seu germà va fundar el juliol de 1970 Acció Regionalista Corsa (ARC), rebatejada el 1973 Acció per la Renaixença Corsa
Ambdós van protagonitzar el 21 d'agost de 1975 els fets d'Aleria, primera acció violenta i espectacular del moviment autonomista, quan amb 12 homes armats amb fusells de cacera va ocupar una cava vitícola d'un important empresari local d'origen pied-noir, per protestar contra l'amenaça d'arruïnar centenars de petits viticultors. Això provocà l'assalt policíac (1.200 efectius) amb vehicles blindats, per ordre del ministre d'interior Michel Poniatowski, aprovada pel primer ministre Jacques Chirac, i que provocà dos morts i un ferit. Per aquests fets fou condemnat a 5 anys de presó, però fou alliberat sota paraula el 1977. Després de l'incident Simeoni es consolida com un dels estandards del moviment cors i s'involucra fortament en la defensa de l'autonomia per vies pacífiques, és un dels responsables que el moviment sobiranista cors abandoni tota estratègia que no sigui democràtica i no-violenta fet que el converteix en un símbol de la pau a l'illa.
A les eleccions territorials per a l'Assemblea de Còrsega fou escollit conseller territorial com a cap de la llista Unione Naziunale, que va obtenir el 17,34% dels vots. Actualment és president de l'associació Corsica Diaspora et Amis de la Corse.
És pare de Gilles Simeoni, un dels quatre advocats d'Yvan Colonna arran del procés de l'assassinat del prefecte Claude Érignac i candidat nacionalista moderat a Bastia a les eleccions legislatives de 2007 i a les municipals de 2008.